# Konsum Norrköping med omnejd

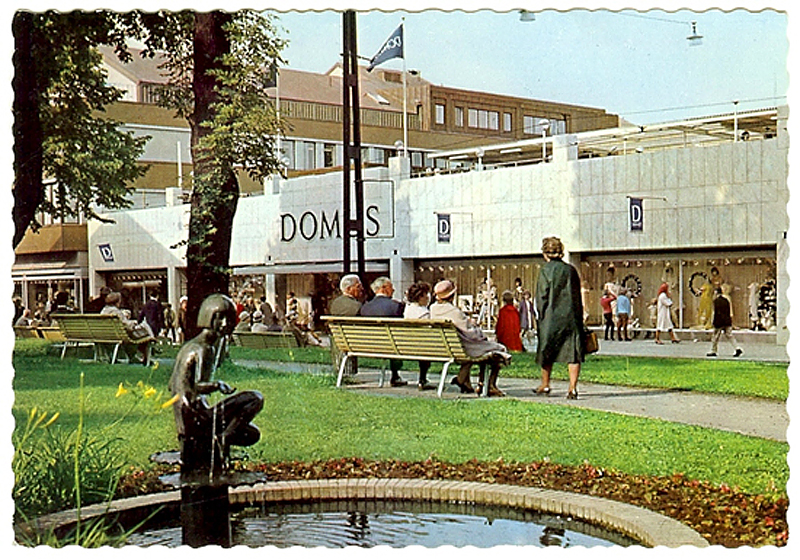
Domus i Norrköping.

Konsumentföreningen Norrköping med omnejd, ofta kallad Konsum Norrköping, var en svensk konsumentförening med huvudkontor i Norrköping, aktiv 1901–1991.

## Historik
Kooperativa föreningen Hoppet bildades den 3 mars 1901 med A. P. Larsson som dess första ordförande. Den första butiken öppnade den 20 maj 1901 på Västgötagatan 10 i en byggnad som tidigare inhyst apoteket Östgöta lejon. Man lämnade denna adress 1932.
År 1930 ändrades namnet till Konsumtionsföreningen Norrköping med omnejd.
Genom åren fusionerade föreningen med flera mindre föreningar, främst i Östergötland:
- Krokeks konsumtionsförening, 1930.[5]
- Vilbergens kooperativa handelsförening, 1931.[6]
- Kolmårdens konsumtionsförening, 1931.[7]
- Åby konsumtionsförening, 1932.[8]
- Kopparbo konsumtionsförening, 1952.[9]
- Skarphagens handelsförening, 1954.[10]
- Östra Husby konsumtionsförening, 1957.[11]
- Arkösunds konsumtionsförening, 1961.[12]
- Gryts konsumtionsförening, 1961.[13]
- Kvarsebo konsumtionsförening, 1961.[14]
- Simonstorps handelsförening, 1961.[15]
- Skärblacka konsumtionsförening med omnejd, 1961.[16]
- Valdemarsviks konsumtionsförening, 1962.[17]
- Stavsjö konsumtionsförening, 1962.[18]
- Gusums konsumtionsförening, 1963.[19]
- Söderköpings konsumtionsförening, 1965.[20]

Genom fusionen med Stavsjö konsumtionsförening hade föreningen även verksamhet i södra Södermanland. I januari 1970 gick föreningen ihop med Konsum Södra Sörmland i Nyköping, varefter man hade runt 70 försäljningsställen.
År 1991 slogs föreningen ihop med Konsum Centrala Östergötland i Linköping och bildade Konsum Öst som kom att omfatta större delen av Östergötlands län.
Butiksdriften överläts senare till KF centralt, varefter de kooperativa butikerna drevs av KF genom bolaget Coop Butiker & Stormarknader (CBS). Sedan januari 2022 ägs CBS, inklusive butikerna i tidigare Konsum Norrköpings område, av Konsumentföreningen Stockholm.